# Zitadelle von Erbil
Die Zitadelle von Erbil (kurdisch قەڵای ھەولێر Qelay Hewlêr oder Qela Hewlêrê, arabisch قلعة أربيل, DMG Qalʿat ʾArbīl) ist ein befestigter Tell inmitten der Altstadt von Erbil, der Hauptstadt der Autonomen Region Kurdistan im Irak. Laut UNESCO ist die Zitadelle einer der ältesten durchgängig bewohnten Orte der Welt.
Die frühesten Spuren einer Besiedlung reichen bis ins 5. Jahrtausend vor Christus, möglicherweise noch früher. In den schriftlichen Quellen wird die Zitadelle erstmals während der Ur-III-Zeit erwähnt. Sie gewann zur Zeit des neuassyrischen Reiches an Bedeutung; unter den Sassaniden und Abbasiden war Erbil ein wichtiges Zentrum der Christenheit. Nach der mongolischen Eroberung im Jahr 1258 verlor Erbil an Bedeutung. Im 20. Jahrhundert machte die Zitadelle große Veränderungen durch und eine Anzahl von Gebäuden und Häusern wurde zerstört. 2007 wurde die High Commission for Erbil Citadel Revitalization (HCECR) gegründet, um die Restaurierungsarbeiten zu überwachen. Dazu wurden bis auf eine Familie alle Einwohner umgesiedelt und ein Restaurierungsprojekt begonnen. Außerdem wurden archäologische Untersuchungen mit ausländischen Arbeitsgruppen und einheimischen Forschern durchgeführt.
Die UNESCO erhob die Zitadelle im Juni 2014 in den Status eines Weltkulturerbes.

## Geschichte

### Vorgeschichte
Seit wann der Ort der Zitadelle bewohnt ist, ist nicht bekannt. Gefundene Tonscherben am Fuße des Hügels könnten aus der Jungsteinzeit stammen. Sichere Spuren gibt es aus der Kupfersteinzeit. Aus dieser Periode wurden Töpferwaren gefunden, die man den Obed- und Uruk-Kulturen zuordnen kann. Deshalb wird die Zitadelle als einer der ältesten durchgängig bewohnten Orte der Welt angesehen.

### Von Sumer bis zu den Sassaniden
Erbil erscheint zum ersten Mal schriftlich unter dem Namen Urbilem Ende des 3. Jahrtausends vor Christus: König Šulgi aus der 3. Dynastie von Sumer zerstörte Urbilum in seinem 43. Regierungsjahr und während der Herrschaft seines Sohnes und Nachfolgers Amar-Suena war Urbilum Teil des sumerischen Reiches. Im 18. Jahrhundert vor Christus erscheint Urbilum in einer Liste von Orten, die den Herrschern Šamši-Adad I. aus Assyrien und Dāduša von Ešnunna zugeordnet werden. Šamši-Adad I. stationierte eine Garnison in der Stadt und nutzte Erbil als Ausgangspunkt für militärische Kampagnen in Richtung Osten.
Im neuassyrischen Reich war Erbil – bekannt als Arbi-Ilu – eine wichtige Stadt. Sie nahm an der großen Revolte des Aššur-dayyin-apli gegen seinen Bruder Šamši-Adad V. wegen der Thronfolge ihres Vaters Salmānu-ašarēd III. teil. Erbil kam als religiöses Zentrum den Städten Babylon und Aššur gleich, denn hier wurde die Ištar von Arbela verehrt, die eine der wichtigsten Gottheiten Assyriens war. Ihr Tempel wurde von Königen wie Salmānu-ašarēd I., Aššur-aḫḫe-iddina und Aššur-bāni-apli restauriert und instand gehalten. In einer Inschrift erwähnt Aššur-bāni-apli Träume, die von der Göttin Ištar kamen. Aššur-bāni-apli hielt wohl auch Hof in Erbil und empfing dort die Gesandten anderer Könige.
Nach dem Ende des assyrischen Reiches wechselte Erbil in den Besitz der Meder, die dann Teil des persischen Achämenidenreiches wurden, das dann aber im Jahr 331 vor Christus nach der Schlacht von Gaugamela in der Nähe Erbils von Alexander dem Großen unterworfen wurde. Später kämpften die Römer gegen die Parther um die Vorherrschaft in der Region. Die Stadt wurde zu einem wichtigen christlichen Zentrum und war auch Gouverneurssitz der Sassaniden, der Nachfolger der Parther. 340 kam es zu Christenverfolgungen, und als der Gouverneur selbst 358 zum Christentum konvertierte, starb er als Märtyrer. Circa 521 gründeten die christlichen Nestorianer eine Schule in Erbil. Während dieser Zeit gab es auch einen zoroastrischen Feuertempel in der Stadt.

### Von der muslimischen Eroberung bis zu den Osmanen

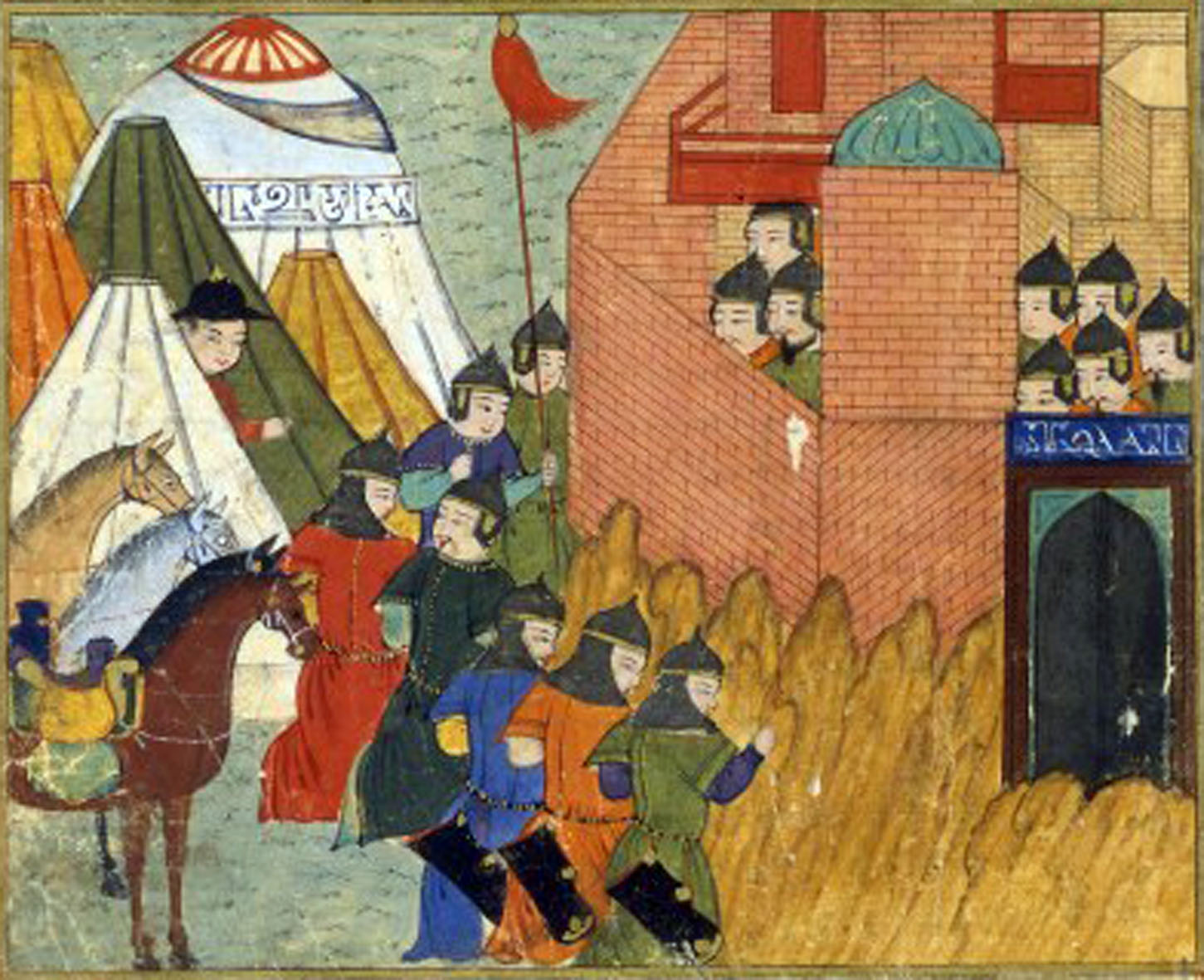
Die Mongolen belagern 1258 Erbil (Miniatur aus dem 15. Jahrhundert)

Erbil wurde im 7. Jahrhundert von den Muslimen erobert. Es blieb aber trotzdem bis zum 9. Jahrhundert, als der Bischof seinen Sitz von Erbil nach Mossul verlegte, ein wichtiges christliches Zentrum. Von der ersten Hälfte des 12. Jahrhunderts bis 1233 war Erbil Hauptstadt der Begteginiden, einer turkmenischen Dynastie, die unter der Oberherrschaft der Zengiden von Mossul aufblühte. Der zweite Begteginiden-Atabeg Gökböri gründete um die Zitadelle herum eine Stadt und ließ Krankenhäuser und Madrasas errichten. Er starb 1233 ohne Erben, sodass Erbil in den Besitz des abbasidischen Kalifen al-Mustansir überging.
Als die Mongolen im 13. Jahrhundert in den Nahen Osten einfielen, attackierten sie Erbil im Jahr 1237 zum ersten Mal. Sie plünderten die Unterstadt und zogen sich vor einer anrückenden Armee zurück, ohne die Zitadelle erobert zu haben. 1258 fiel die Kalifenhauptstadt Bagdad an die Mongolen und wurde zerstört. Im selben Jahr marschierten diese wieder gegen Erbil und konnten diesmal nach sechsmonatiger Belagerung die Zitadelle einnehmen. Sie ernannten einen Christen zum Verwalter, und so wurden diese wieder einflussreicher in der Stadt. Doch schon 1289 begannen Christenverfolgungen, die im Jahre 1310 mit einem Massaker an allen Christen Erbils ihren Höhepunkt erreichten.
Während der osmanischen Herrschaft war Erbil Teil des Eyâlets Bagdad, das 1535 geschaffen worden war. 1743 war die Stadt kurz im Besitz des iranischen Afschariden Nader Schah, der die Stadt 60 Tage lang belagert hatte. Eine Gravur von 1820 zeigt, dass die Zitadelle und die Ebene im Süden besiedelt waren. Mohammed Pascha Rewanduz, der Herr des kurdischen Fürstentums Soran, lehnte sich 1830 gegen seine osmanischen Oberherren auf und eroberte weite Teile des heutigen Nordiraks, darunter auch 1832 Erbil. 1892 lebten etwa 3.200 Menschen in der Stadt, die auch eine größere jüdische Gemeinde hatte.

### Moderne Periode
Während des 20. Jahrhunderts fanden wichtige städtische und soziale Veränderungen statt. Ein 15 m hoher stählerner Wassertank wurde 1924 installiert, um die Bewohner mit sauberem Wasser zu versorgen, doch es traten durch versickerndes Wasser Schäden an den Fundamenten auf. Die Zahl der Einwohner nahm kontinuierlich ab, weil die reicheren Leute in moderne Häuser mit Gärten in der wachsenden Stadt außerhalb der Zitadelle zogen. 1960 wurden 60 Häuser, eine Moschee und eine Schule abgerissen, um Platz für die Hauptstraße vom nördlichen zum südlichen Tor zu schaffen. 2007 wurden die restlichen 840 Familien umgesiedelt, um die Zitadelle im Rahmen eines Projektes zu restaurieren und ihren historischen Charakter zu bewahren. Die Familien wurden finanziell entschädigt. Nur einer Familie wurde gestattet zu bleiben, damit es keine Unterbrechung in der 8000-jährigen Besiedlung der Zitadelle gibt. Nach dem Abschluss des Projektes sollen wieder 50 Familien in die Zitadelle einziehen dürfen. 2004 wurde im südwestlichen Teil der Zitadelle das Kurdische Textilmuseum eröffnet.

## Architektur und Aufbau

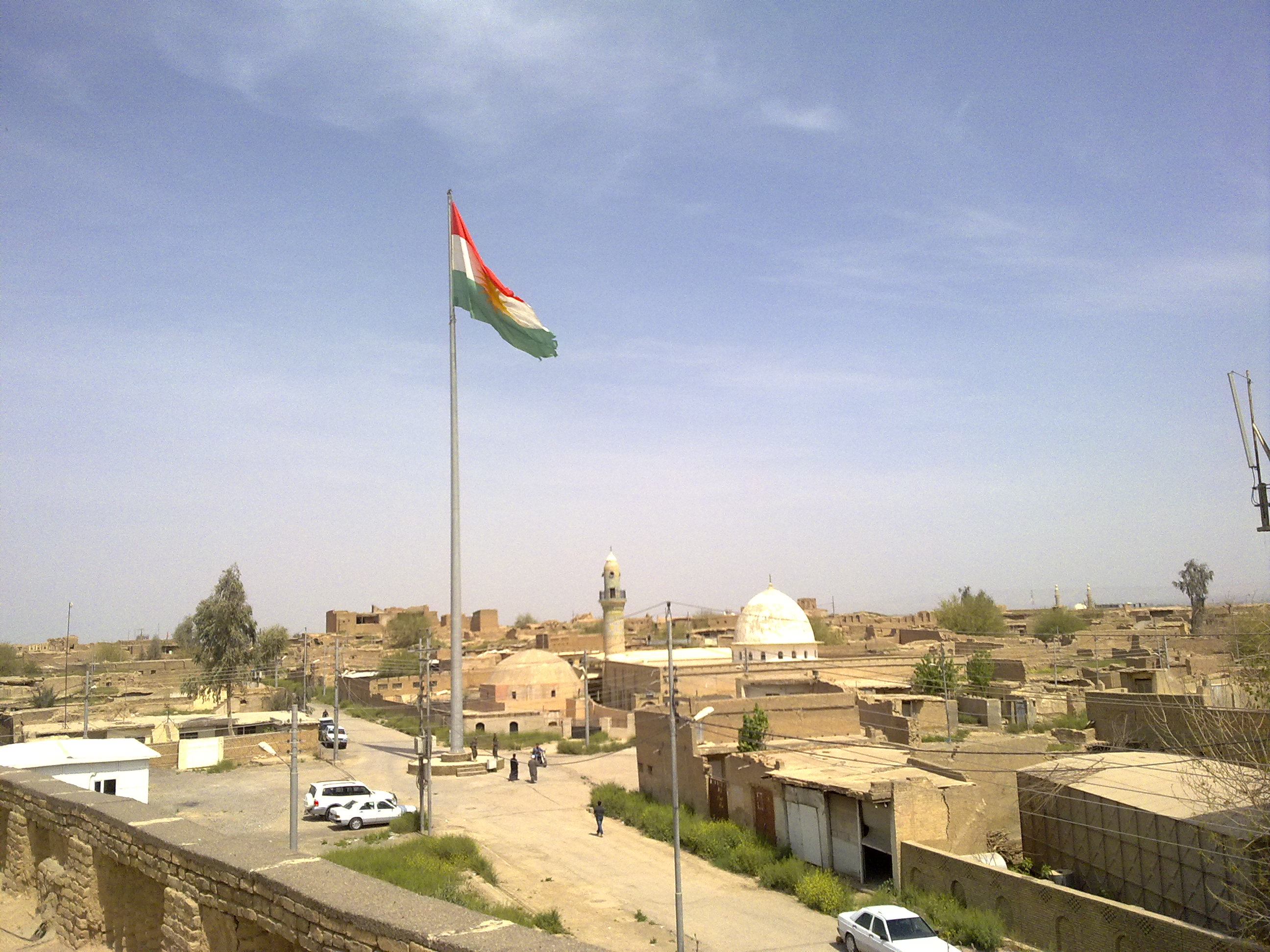
Häuser in der Zitadelle an der Hauptstraße von Nord nach Süd

Die Zitadelle befindet sich auf einem großen, annähernd ovalen Siedlungshügel, der zwischen 25 und 32 m hoch ist. Das Gebiet auf dem Hügel ist 430 mal 340 m groß und hat eine Fläche von 102.000 m². 36 m unterhalb der Oberfläche ist man auf den Untergrund gestoßen. Die Neigung des Hanges liegt bei etwa 45°. Drei Rampen (im Norden, Osten und Süden) führen hinauf zum äußeren Ring. Das südliche Tor ist das älteste der drei Zugänge und wurde mindestens einmal im Jahr 1860 repariert. Es wurde 1960 beschädigt und 1979 wieder aufgebaut. Das östliche Tor war als „Haremstor“ bekannt und wurde von Frauen genutzt. Wann das nördliche Tor entstand, ist nicht klar, eine Quelle spricht von 1924, während andere Quellen aus dem Jahr 1944 nur zwei Tore kennen.
Im frühen 20. Jahrhundert befanden sich in der Zitadelle drei Moscheen, zwei Schulen, zwei Tekkes und ein Hamam, bis 1957 gab es noch eine Synagoge. Von den religiösen Einrichtungen steht heute nur noch die Mulla-Afandi-Moschee, die an Stelle einer Moschee aus dem frühen 19. Jahrhundert errichtet worden war. Der Hamam wurde 1775 von Qassim Agha Abdullah gebaut und war bis in die 1970er in Betrieb. 1979 wurde er renoviert, doch gingen hierbei viele architektonische Details verloren.
Als die Zitadelle noch bewohnt war, gab es drei Stadtviertel (Machalla): Von Ost nach West das Serai, das Takya und das Topkhana. Im Seraiviertel (Palastviertel) wohnten die vornehmen Familien, in Takya (von Tekke) die Derwische und im Topkhaneviertel (Arsenalviertel) die Handwerker und Bauern. 1920 war die Zitadelle noch in 506 Grundstücke eingeteilt, seitdem nahm die Einwohnerzahl stetig ab. 1984 lebten hier noch 4466 Menschen in 375 Häusern und 1995 nur noch 1631 in 247 Häusern. Bevor die Nord-Süd-Durchgangsstraße gebaut wurde, gingen alle Wege baumartig vom südlichen Tor aus. Die Wege waren zwischen 1 und 2,5 m breit und bis zu 300 m lang; daneben gab es auch kürzere Sackgassen.
Der Rand der Zitadelle hat keine durchgehende Mauer, sondern besteht aus etwa 100 eng aneinander gereihten Häusern. Damit die Häuser nicht über den Rand stürzen, wurden die Fassaden mit Streben verstärkt. Es gab etwa 30 vornehme, palastähnliche Gebäude, von denen die meisten im äußeren Teil der Zitadelle standen. Das älteste heute noch stehende Haus stammt aus dem Jahr 1893. Die Häuser im südöstlichen Viertel sind die älteren, während die Häuser im Norden aus den 1930ern und 1940ern sind. Der traditionelle Baustil bestand darin, die Häuser um einen Innenhof herum zu bauen. Die Dächer waren flach und der Weg in den Hof von der Tür her gewinkelt, damit man keinen direkten Einblick von der Tür in den Innenhof hatte.

## Untersuchungen und Restaurierungen

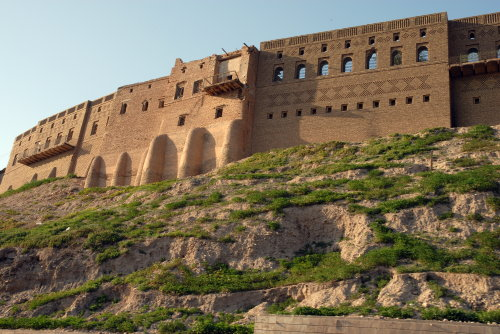
Restaurierte Häuserfassaden an der Südseite der Zitadelle

In den Jahren 2006 und 2007 führten die Westböhmische Universität in Pilsen und die Salahaddin University in Zusammenarbeit eine ausführliche Untersuchung und Evaluierung der gesamten Zitadelle durch. Dafür wurden geodätische Messungen durchgeführt und diese mit Satellitenaufnahmen, anderen Fotografien und Luftaufnahmen zu einem digitalen 3D-Modell kombiniert. In einigen Abschnitten wurden geophysikalische Studien gemacht, um Spuren älterer Gebäude unter den gegenwärtigen Häusern aufzuspüren. Am westlichen Hang und in einem kleinen Gebiet im östlichen Teil der Zitadellen wurden Ausgrabungen durchgeführt.
Im Zuge von Bauarbeiten wurde 2009 eine neuassyrische Grabkammer am Fuße des Hügels entdeckt. Die Kammer wurde dann vom Deutschen Archäologischen Institut (DAI) untersucht. Das Grab war schon in der Antike geplündert worden, barg aber noch Töpferware aus dem 8. oder 7. Jahrhundert vor Christus. Im nachfolgenden Jahr arbeitete das DAI mit den örtlichen Behörden weiter am Grab und entdeckte weitere bauliche Strukturen, möglicherweise aus der gleichen Periode, und weitere Gräber späterer Jahrhunderte.
2007 gründete die kurdische Regionalregierung das HCECR, um mit Hilfe der UNESCO die Zitadelle zu erhalten und zu restaurieren. Die HCECR spricht sich für eine Zone von 300–400 m um die Zitadelle aus, in der die Häuser nicht höher als zehn Meter sein dürfen. Das würde sicherstellen, dass die Zitadelle sich über die Stadt erhebt. Am 8. Januar 2010 beantragte der Irak die Aufnahme der Zitadelle in die Liste des UNESCO-Weltkulturerbes. Im März 2010 einigten sich der HCECR und die UNESCO darauf, dass das Gouvernement Erbil die Finanzierung des Restaurierungsprojektes mit 13 Millionen US-Dollar übernehmen wird. Erste Arbeiten wurden im Juni 2010 ausgeführt. Die Aufnahme in die UNESCO-Liste erfolgte 2014.